# Mexticacán
Mexticacán – miasto w Meksyku, w stanie Jalisco. W 2008 liczyło 3 887 mieszkańców.